# Psathura
Psathura là một chi thực vật có hoa trong họ Thiến thảo (Rubiaceae).

## Loài
Chi Psathura gồm các loài: